# Oeroep

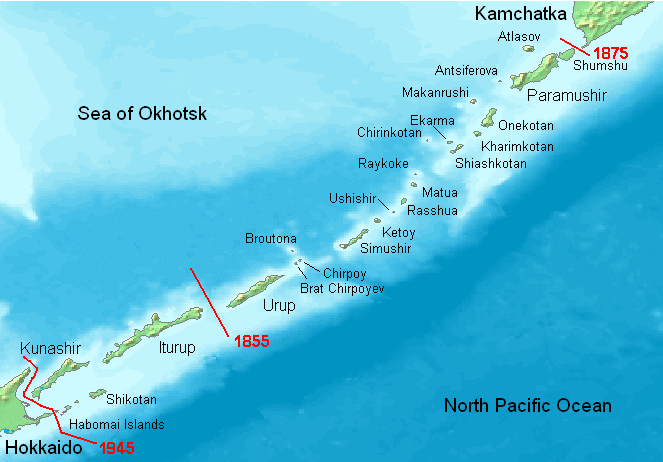
Kaart

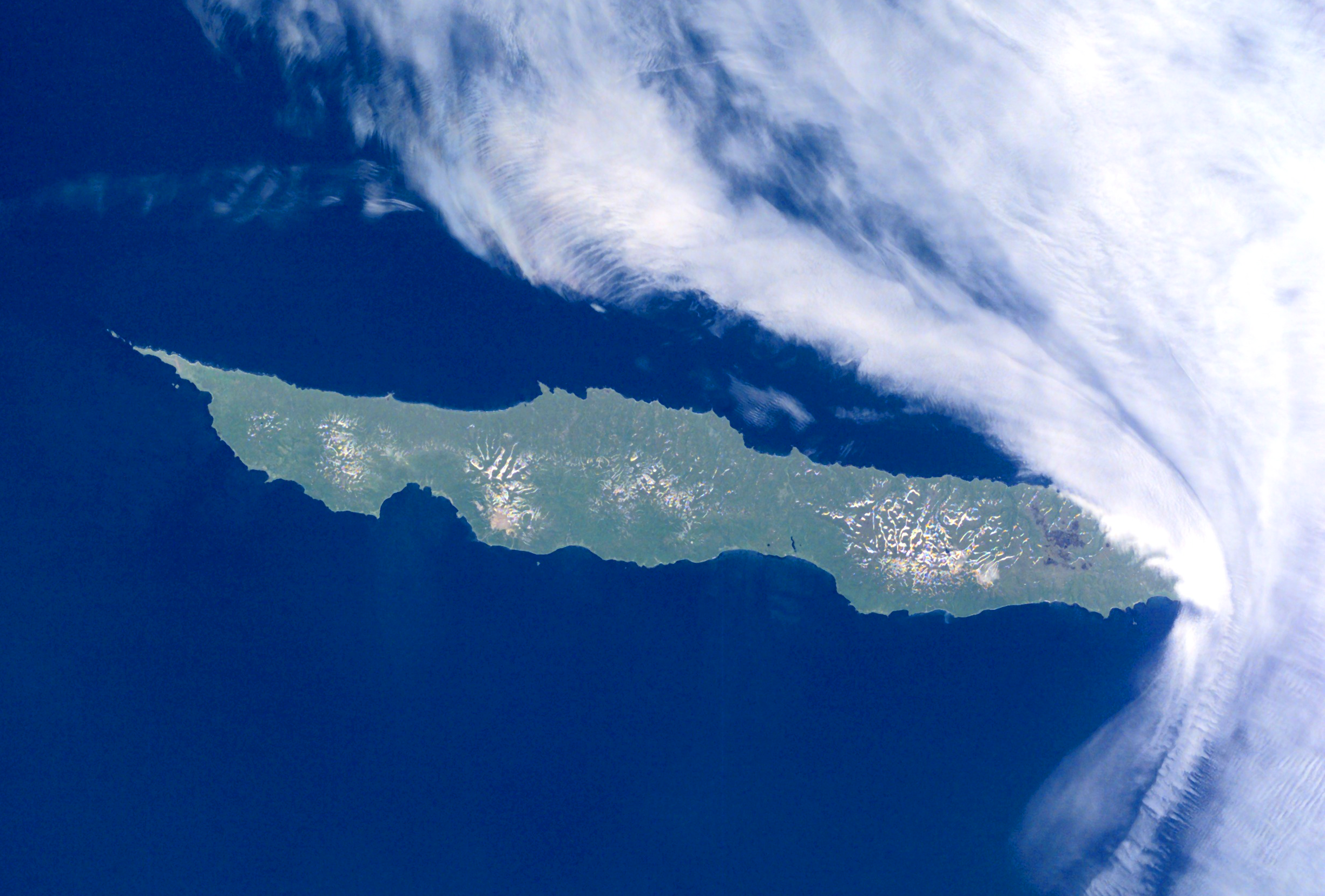
Satellietfoto

Oeroep (Russisch: Уру́п; Japans: 択捉島; Uruppu-tō) is een van de Koerilen-eilanden ten noorden van Japan. Het bij Rusland (oblast Sachalin) behorende eiland is ongeveer 1430 km² groot. Hoogste punt is de Gora Ivao met 1426 meter.

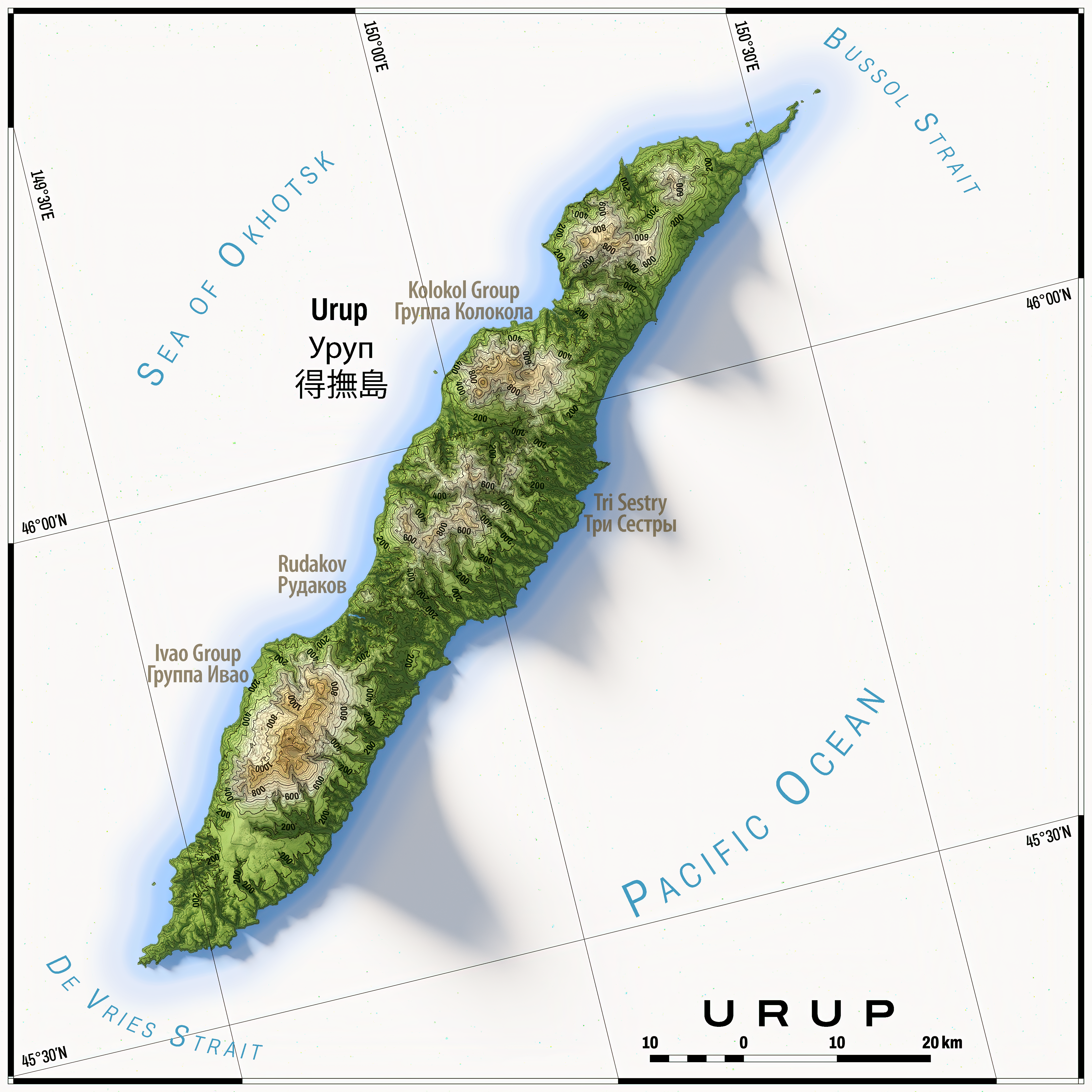
Kaart van Oeroep

De zeestraat tussen Oeroep en Itoeroep heet Straat Vries naar de Nederlandse ontdekkingsreiziger Maarten Gerritszoon Vries, de eerste Europeaan die het gebied betrad.

## Geschiedenis
Het eiland was Japans tot het einde van de Tweede Wereldoorlog, toen in augustus 1945 het leger van de Sovjet-Unie de Koerilen en Mantsjoerije binnenviel. De Japanse inwoners van Oeroep werden verdreven naar Hokkaido. Japan zag af van zijn claim op het eiland in het Vredesverdrag van San Francisco.